# Serra Casa de Pedra
Serra Casa de Pedra é o nome usado para designar ao conjunto paisagístico composto pelos Morros do Engenho, Morrodo Pilar e Morro de Santo Antônio, sendo o morro do Engenho o ponto culminante do município (1.630m). Está localiza no município de Congonhas, no estado brasileiro de Minas Gerais. Sendo parte integrante da Microrregião do Espinhaço Meridional e está inserida na Zona Metalúrgica, a sudoeste do Quadrilátero Ferrífero.
A ação das mineradoras tem provocado protestos por parte dos moradores da cidade por a serra abrigar uma importante fonte de água potável, e ser tombado por uma lei municipal.

## História
Na segunda metade do século XVIII a Freguesia de Nossa Senhora da Conceição das 
Congonhas do Campo tornou-se o mais importante centro de produção agrícola da região 
mineradora, posto que se encontrava em um ponto geograficamente privilegiado, conforme 
ressalta. Congonhas do Campo integrava uma das duas mais  importantes rotas de comércio do Brasil colônia cujos caminhos se formaram entre o século XVII e XVIII.
A Freguesia de Congonhas do Campo era passagem obrigatória para aqueles que se dirigiam à antiga Vila Rica (atual Ouro Preto), uma 
das Vilas mais prósperas daquele período. Naquele contexto a economia mineira estava 
alicerçada sobre as atividades agropastoris e mineratórias. Essas atividades eram desenvolvidas 
de forma concomitante não só em Congonhas como em toda as Minas. A própria formação de Congonhas relaciona-se com a atividade mineradora, pois graças à descoberta das lavras de ouro do Rio Maranhão e a sua consequente exploração foi que se formou o primeiro núcleo de povoação, sendo este composto por faiscadores e aventureiros. 
 
Um expressivo conjunto de rochas, sendo o ferro, gnaisse (brita), o amianto, a pedra sabão e o 
quartzo algumas das principais ocorrências minerais naquele solo. 
A partir do século XIX o ferro tornou-se o principal metal a ser explorado na região.Foi nesse século que o [[Barão Wilhelm Ludwing 
Von Eschewege]] instalou em Congonhas a fábrica de ferro de nome Fábrica Patriótica,primeira usina no Brasil a produzir industrialmente o ferro. 
Após o fechamento da Fábrica Patriótica o ferro continuou a ser extraído. Em 1911 o industrial dinamarquês de nome Arn Thun adquiriu terrenos de Casa de Pedra, que pertenciam à tradicional família Monteiro de Barros, a fim de implantar uma mineradora no local.